# Jean-Baptiste Delarue-Ducan
Jean-Baptiste Anne Delarue-Ducan est un homme politique français né le 17 décembre 1758 à La Flèche (Sarthe) et décédé à une date inconnue.
Receveur des finances à La Flèche, administrateur du département, il est ensuite assesseur du juge de paix. Il est député de la Sarthe de 1804 à 1810.

## Sources
- « Jean-Baptiste Delarue-Ducan », dans Adolphe Robert et Gaston Cougny, Dictionnaire des parlementaires français, Edgar Bourloton, 1889-1891 [détail de l’édition]